# Arménská kuchyně

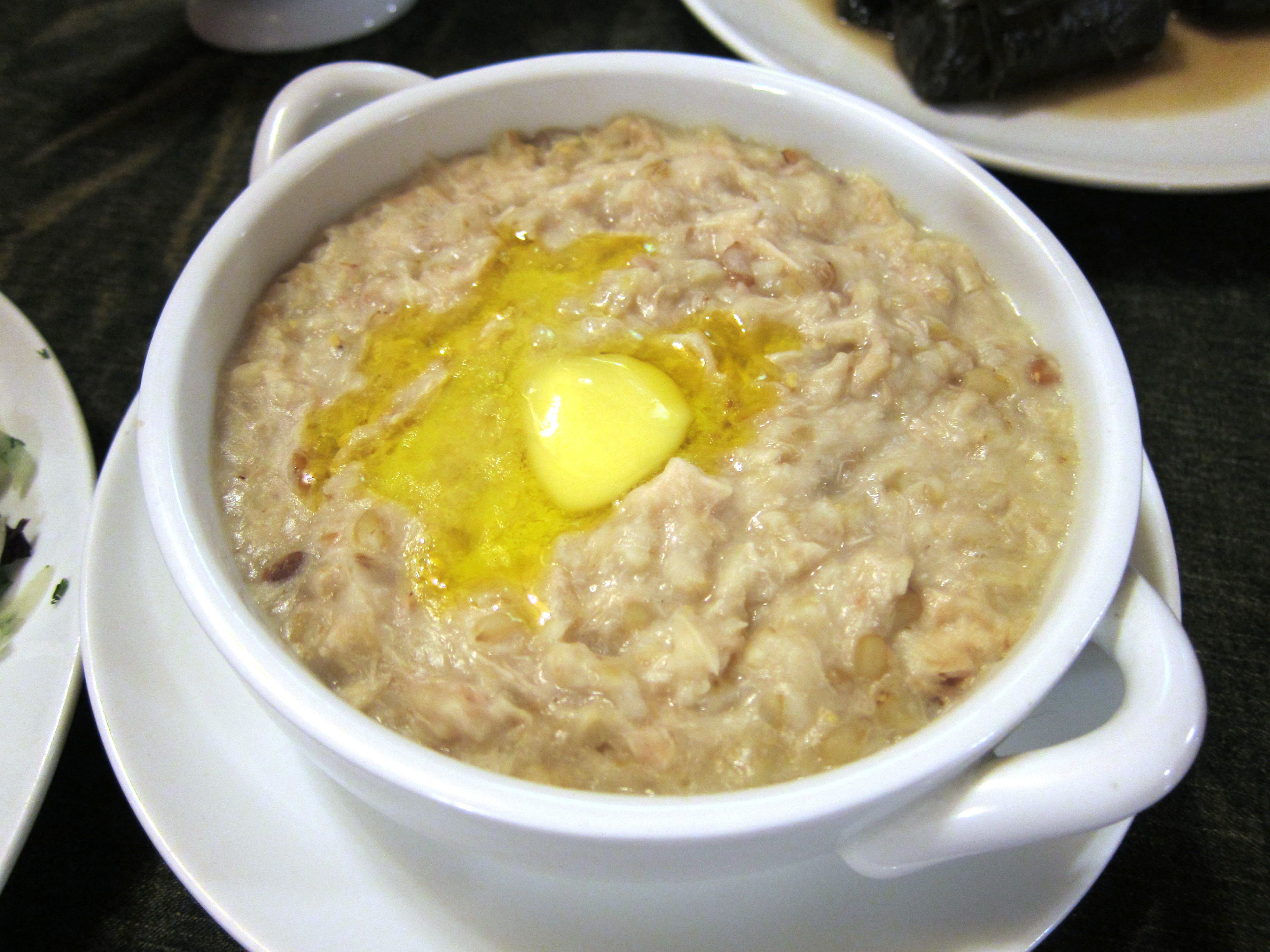
Harisa

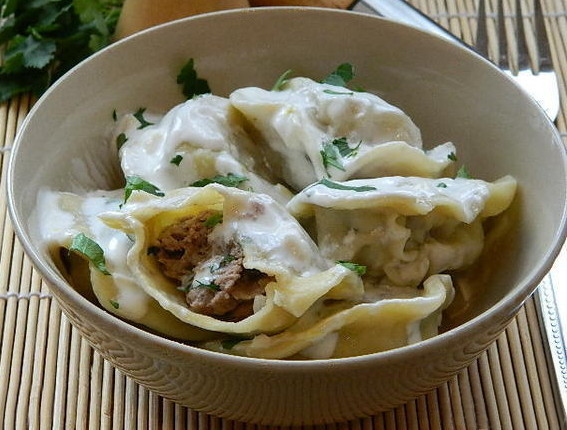
Manti

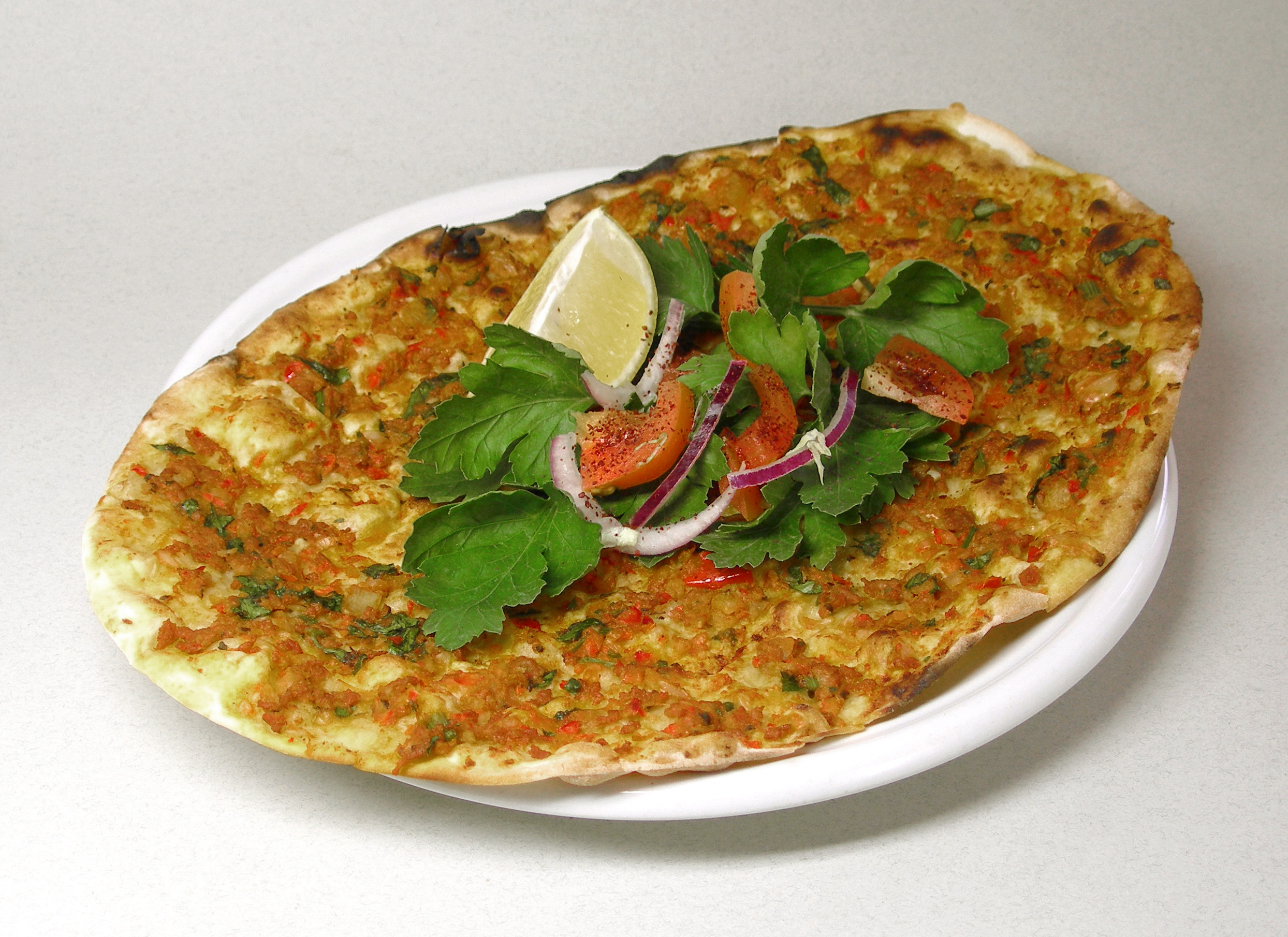
Lahmacun

Arménská kuchyně (arménsky: Հայկական խոհանոց) spojuje vlivy evropské a blízkovýchodní kuchyně. Mezi používané ingredience patří maso (hlavně jehněčí), lilek, bulgur, rýže, kukuřice, ořechy, luštěniny (fazole, čočka, cizrna) a různé druhy ovoce.

## Příklady arménských pokrmů
Příklady arménských pokrmů:
- Lavaš, nekynutý měkký chléb, základ arménské kuchyně
- Harisa, kaše podávaná na Velikonoce, někdy považovaná za arménské národní jídlo
- Manti, plněné knedlíčky
- Dolma, plněné vinné listy
- Tabouleh, salát z bulguru se zeleninou
- Lahmacun (arménská pizza), placka z těsta s mletým masem a bylinkaami
- Šašlik, masové špízy
- Chaš, masová polévka
- Ghapama, pokrm z dušné dýně
- Pilaf, pokrm ze smažené rýže[3]
- Basturma, na vzduchu sušené nasolované maso

## Příklady arménských nápojů
- Rozšířeno je vinařství, v Arménii se nachází nejstarší vinařství na světě[1]
- Pivo[1]
- Brandy[1]
- Ajran
- Oghi, ovocná pálenka
- Morušová vodka
- Ve světě je Arménie známá produkcí minerálních vod